# Hendrix UTD
Hendrix UTD was een Nederlands mengvoederconcern dat in 1998 is ontstaan door een fusie van Hendrix' Voeders BV en Mengvoeder UT-Delfia BV. Per 1 april 2012 maakt Hendrix UTD onderdeel uit van ForFarmers.

## Geschiedenis van Hendrix' Voeders
In 1928 begon Wim Hendrix met een handel in zaden, granen, aardappelen en meststoffen. Dit bedrijf breidde uit met veevoederproductie, wat in principe een eenvoudig proces van mengen en doseren is. Ten slotte werd de verdere productieketen van vlees bij het bedrijf betrokken en ontstonden de nevenactiviteiten Euribrid, een fokkerij; Pingo, een pluimveefokkerij en pluimveeslachterij; en Hendrix' vlees, varkensslachterijen. Ook diergeneesmiddelenproducent Intervet behoorde tot de bedrijfsonderdelen, voordat het overgenomen werd door Koninklijke Zwanenberg Organon.
Het bedrijf Hendrix groeide daardoor uit tot een van de grootste Nederlandse particuliere veevoederconcerns. Het bedrijf streefde een vorm van integratie na, dat betekent dat klanten zo veel mogelijk zaken deden met bedrijven uit de Hendrix-kolom en daarvoor werden beloond. Een strakke aansturing, goede technische begeleiding van klanten en hoogkwalitatieve voeders waren kenmerkend voor het bedrijf. De familie verkocht haar aandelen in 1979 aan BP, waarmee het bedrijf onderdeel werd van BP Nutrition, maar in 1994 verkocht BP de aandelen weer aan het management, dat verderging als Nutreco.

## Geschiedenis van UT-Delfia
In 1887 kocht Ulbe Twijnstra (vandaar de letters UT) de stoom- en windoliemolen 'De Eendragt' te Akkrum. Hier werd olie geperst uit lijnzaad, grondnoten en koolzaad, ten behoeve van de industrie voor zeep, slaolie en margarine. Als bijproduct ontstond veekoek. Het bedrijf heette: U. Twijnstra's Oliefabriek N.V.. Kenmerkend voor UT-Delfia was de aandacht voor onderzoek, wat ten goede kwam aan de kwaliteit van de voeders, en de goede begeleiding en advisering van klanten.
In 1930 was er voor het eerst contact met Unilever, en in 1963 ontstond UT-Delfia, waarbij de mengvoederafdeling van Calvé-Delft met Twijnstra's bedrijf samen werd gevoegd. Dit UT-Delfia of UTD kwam in 1986 los te staan van Unilever, nam nog een aantal veevoederfabrieken over en werd in 1998 opgenomen in het Nutreco-concern, waar het fuseerde met Hendrix.
Een grote fabriek van Ulbe Twijnstra te Maarssen werd in 1996 stilgelegd en is daarna omgebouwd naar het evenementencentrum DeFabrique.

## ForFarmers Hendrix
In het najaar van 2011 maken Nutreco en ForFarmers bekend een intentieverklaring getekend te hebben betreffende de overname van Hendrix UTD door ForFarmers. De verkoop betreft Hendrix UTD, Hendrix Broilers, Hendrix Haeck, Hendrix UTD GmbH, PAVO, Reudink, Hedimix en Hendrix Illesch. De overname heeft goedkeuring gekregen van de toezichthouders en per 1 april 2012 maakt Hendrix deel uit van ForFarmers. Met de verkoop gaat zo'n € 0,9 miljard aan omzet op jaarbasis over aan ForFarmers. Na de overname verandert de naam van de voertak van ForFarmers in ForFarmers Hendrix. Vanaf 1 juli 2015 is de naam Hendrix omwille van een uniforme presentatie wereldwijd uit de naam geschrapt.

## Vestigingen
Hendrix UTD opereerde internationaal. In Nederland waren er de volgende vestigingen:
- Boxmeer: Hoofdkantoor
- Deventer: Pluimveevoer (gesloten per 1-1-2015)
- Heijen: Pluimvee- en varkensvoer
- Helmond: Rundveevoer (gesloten per 2019)
- Lochem: Varkensvoer (medio 2014 productie biologisch voer Reudink)
- Oosterhout: Varkensvoer
- Zwolle: Rundveevoer